# FutureClassics
FutureClassics is een Nederlands platenlabel, dat in 2005 werd opgericht door componist Jeff Hamburg en fluitiste Eleonore Pameijer. Het label is gespecialiseerd in vervolgde en vergeten componisten (onder anderen Leo Smit, Dick Kattenburg, Daniel Belinfante en Rosy Wertheim), Nederlandse componisten (waaronder Jeff Hamburg) en Franse componisten uit het begin van de twintigste eeuw.

## Vervolgde en vergeten componisten
In 2005 bracht het label een cd uit met werken voor fluit en piano van Nederlandse componisten die in de Tweede Wereldoorlog vervolgd zijn: Dick Kattenburg (1919-1944), Rosy Wertheim (1888-1949), Nico Richter (1915-1945), Daniël Belinfante (1893-1945), Marius Flothuis (1914-2001) en Leo Smit (1900-1943). Deze cd was het directe gevolg van het werk van Eleonore Pameijer als artistiek leider van de Leo Smit Stichting, een organisatie die vervolgde en vergeten componisten een plek op het internationale muziekpodium biedt. Sinds 1996 worden muzikale schatten aan de vergetelheid onttrokken in de eigen concertserie in de Amsterdamse Uilenburger Synagoge. In 2009 werd voor het eerst het grootste deel van het teruggevonden werk van Dick Kattenburg op cd gezet door FutureClassics.

## Nederlandse componisten
In 2002 brachten fluitiste Eleonore Pameijer en pianist Frans van Ruth op het label een hommage aan Nederlandse componisten. De dubbel-cd 'Lowlands' biedt een overzicht van Nederlandse fluitsonates van 1925 (Willem Pijper) tot 1958 (Peter Schat). De cd 'Reprise' uit 2008 is een reconstructie van het concert dat fluitist Hubert Barwahser en harpiste Phia Berghout op 28 april 1951 gaven in het Concertgebouw in Amsterdam. Erika Waardenburg (harp) en Eleonore Pameijer (fluit) spelen op de authentieke instrumenten van Barwahser en Berghout werken van de Nederlandse componisten Hendrik Andriessen, Lex van Delden, Theo Smit Sibinga, Marius Flothuis, Karel Mengelberg en Henk Badings.
De cd 'Looking East' (2005) is geheel gewijd aan componist en oprichter Jeff Hamburg. Een jaar later volgde een opname van zijn compositie 'Hooglied' en in 2008 de cd 'Hamburg Live' met werken voor orkest.

## Franse componisten uit het begin van de twintigste eeuw
Veel Nederlandse componisten uit het Interbellum werden geïnspireerd door hun Franse tijdgenoten. Rosy Wertheim, Leo Smit en Jacques Beers verbleven zelfs enkele jaren in Parijs. In 2006 namen Eleonore Pameijer en Frans van Ruth de cd 'Reveries' op, met werken van André Caplet, Louis Aubert, Louis Durey, Germaine Tailleferre en Francis Poulenc. Met sopraan Irene Maessen en pianiste Marja Bon maakte Pameijer nog hetzelfde jaar de cd 'Reflections' met werken waarop Nederlandse componisten samen met hun Franse inspirators te horen zijn. In 2007 volgde opnieuw een cd met Franse fluitsonates en in 2008 een tweede cd voor het trio sopraan, fluit en piano.